# Rima Euler
Rima Euler és una estructura geològica del tipus rima a la superfície de la Lluna, situada amb el sistema de coordenades planetocèntriques a 21.89 ° de latitud N i -29.42 ° de longitud E. Fa un diàmetre de 104.97 km. El nom va ser fet oficial per la UAI l'any 1985 i fa referència al cràter Euler.